# Dieudonne Luma Étienne
 (mars 2017).
Si vous disposez d'ouvrages ou d'articles de référence ou si vous connaissez des sites web de qualité traitant du thème abordé ici, merci de compléter l'article en donnant les références utiles à sa vérifiabilité et en les liant à la section « Notes et références ».
Dieudonne Luma Étienne, née Dieudonne Luma le 26 octobre 1972 à Sainte Suzanne en Haïti est une femme politique haïtienne. Elle est élue Sénatrice au 50e législature de la République d’Haïti en 2016. 

## Biographie
Elle grandit à Cap-Haïtien jusqu'à sa période universitaire dont elle ressort diplômée en sciences administratives.
Ancienne directrice de la région Nord – Nord’Est du ministère du Tourisme, elle est créditée[Par qui ?] d’avoir établi et développé un plan stratégique aboutissant à une gestion efficace de l’évaluation, la planification et l’organisation des produits touristiques de la zone Nord du pays.[réf. nécessaire] 
Elle a été tour à tour : Directrice régionale au Ministère du Commerce et de l’Industrie (MCI) ; coordonnatrice régionale de MarCHE/USAID ; elle a aussi été directrice du projet Prima/UE avant de briguer le poste de directrice exécutive de l’Association touristique d’Haïti/Nord. [réf. nécessaire]